# Na łonie natury
Na łonie natury (ang. The Great Outdoors) – amerykański film komediowy z 1988 z udziałem popularnych komików Dana Aykroyda i Johna Candy’ego. 
W polskiej telewizji film był również emitowany pod tytułem Wielka wyprawa.

## Obsada
- Dan Aykroyd – Roman Craig
- John Candy – Chester „Chet” Ripley
- Stephanie Faracy – Connie Ripley
- Annette Bening – Kate Craig
- Chris Young – Buck Ripley
- Ian Giatti – Ben Ripley
- Hillary i Rebecca Gordon – Cara i Mara Craig
- Lucy Deakins – Cammie
- Robert Prosky – Wally
- Zoaunne LeRoy – Juanita
- Lewis Arquette – Herm
- Britt Leach – Reg
- Nancy Lenehan – kelnerka
- John Bloom – Jimbo

## Fabuła
Chet Ripley wyjeżdża wraz z rodziną; żoną Connie i synami Buckiem i Benem, do domku letniskowego położonego w lasach Wisconsin. Pragnie tam odpocząć od zgiełku wielkiego miasta i umacniać rodzinne więzi. Jego plany się komplikują wraz z pojawieniem się jego zwariowanego szwagra Romana Craiga, który wraz z żoną i córkami postanawia spędzić urlop w towarzystwie Cheta i jego rodziny.